# Miconia aguitensis
Miconia aguitensis är en tvåhjärtbladig växtart som beskrevs av Henry Allan Gleason. Miconia aguitensis ingår i släktet Miconia och familjen Melastomataceae. Inga underarter finns listade i Catalogue of Life.